# شجرة الزيلوكاربوس غراناتوم
غ ويُعرف بالاسم الشائع المانغروف القنابيلي أو المانغروف الأرزّي، وأحيانًا يسمى شجرة الجوز الأحجية، هو نوع من أشجار المانغروف يتبع فصيلة الماهوجنيات. ينتشر في أفريقيا وآسيا وأسترالاسيا وجزر المحيط الهادئ. وهو نوع شائع من المانغروف وقد قيّم الاتحاد الدولي لحفظ الطبيعة حالته بأنها ضمن فئة "أقل اهتمامًا".

## الوصف
شجرة الزيلوكاربوس غراناتوم شجرة دائمة الخضرة صغيرة إلى متوسطة الحجم، يصل ارتفاعها الأقصى إلى حوالي 12 مترًا. الجذع له دعامات جذعية وجذور ظاهرة تمتد لمسافات طويلة على الجانبين. اللحاء بني وناعم ويتقشر على شكل رقائق. الأوراق ريشية مرتبة بشكل حلزوني على الأغصان؛ لها من زوجين إلى أربعة أزواج من الوريقات، وتكون خضراء باهتة عند صغرها وتصبح داكنة مع التقدم في العمر. النورة الزهرية تنمو في عناقيد قصيرة في إبط ورقة أو في نهاية الغصن. الزهور الفردية بيضاء أو مائلة إلى الأصفر الوردي، وقطرها حوالي 8 ملم. تعقبها كبسولات خشبية كبيرة كروية بقطر يتراوح من 9 إلى 12 سم، تنشق عند النضج لتكشف عن عدد قد يصل إلى اثني عشر بذرة. الاسم الشائع «شجرة الجوز الأحجية» يأتي من شكل البذور غير المنتظم الذي يمكن تجميعه كأحجية لإعادة تكوين الشكل الكروي الأصلي.

## الانتشار والموطن
هذا النوع موطنه المناطق المدارية وشبه المدارية في غرب الهندو-باسيفيك. يمتد نطاقه من كينيا وتنزانيا وموزمبيق (حيث يعد واحدًا من عشرة أنواع من المانغروف) إلى الهند وماليزيا وتايلاند وإندونيسيا والفلبين.